# 99,5 FM
99,5 FM é uma emissora de rádio brasileira sediada em Goiânia, capital do estado de Goiás. Opera no dial FM, na frequência 99,5 MHz, e pertence à Serra Dourada Comunicações. Seus estúdios estão localizados no Edifício Castorina Bittencourt Alves, no Jardim Goiás, enquanto sua antena de transmissão está no Morro do Mendanha, no bairro Jardim Petrópolis.

## História
Em 1996, o empresário João Alves de Queiroz Filho adquiriu o controle dos 99,5 MHz de Goiânia, que até então operavam com uma retransmissora da rádio Atividade FM de Brasília, e em 14 de julho, é criada a Serra Dourada FM. Com uma programação popular, aproximou-se do segundo lugar de audiência, focando principalmente em sucessos da música sertaneja e conquistando o público goianiense com o slogan "É bom ouvir!".
Em 2000, a emissora mudou de nome, passando a se chamar 99,5 FM. A partir daí, passou a apostar em uma programção eclética, combinando os sucessos da música sertaneja com outros gêneros nacionais e internacionais. A emissora também intensificou os investimentos em promoções e eventos, sendo um de seus projetos mais famosos o Acústico 99, no qual já se apresentaram artistas como Chitãozinho & Xororó, Anitta, Gusttavo Lima, Leonardo, Zezé Di Camargo & Luciano, Biquini Cavadão, Jorge & Mateus, Marília Mendonça, Daniel, Cristiano Araújo, Eduardo Costa, entre outros. Em 2013, a emissora alcançou o 1.º lugar de audiência nas medições do IBOPE, mantendo-se isolada na liderança desde então.